# 乔启明
乔启明（1897年12月28日—1970年1月18日），字映东，山西猗氏人，中国农业经济学家。民國37年（1948年）在農會北區當選第一屆立法委員。

## 生平
早年考入运城河东书院，完成学业后，考入山西大学预科。后进入金陵大学攻读农业经济系，1924年毕业，留校任教。1932—1933年，赴美国康奈尔大学进修，获农业经济硕士学位。1934—1941年，任金陵大学农学院农经系主任。1938—1941年，兼任行政院农产促进委员会技术组主任。1942年至1943年，任农产促进委员会副主任委员兼中国农民银行总行农贷处处长。1943年至1949年，任农林部农业推广委员会主任委员兼中国农民银行总行农贷处处长。抗日战争时期及其前后，在四川、广西、贵州、陕西、甘肃、湖北等省创设农业推广实验县，对巩固与发展后方农业生产。
1949年至1958年，任北京中国人民银行总行农业金融局副局长。1958年至1970年，任山西农学院副院长，九三学社中央委员、全国政协委员。1959年，担任中国人民政治协商会议山西省委员会副主席。
1970年1月18日，因病去世，终年73岁。

## 经历
- 山西大學堂預科畢業
- 運城河東書院畢業
- 金陵大學農業經濟學系學士學位畢業
- 金陵大學農業科學研究所創辦人
- 中央農業合作銀行副經理
- 農村金融管理學院院長
- 第三、四屆全國政協委員
- 九三學社第四五屆中央委員
- 山西省人民政府第三屆委員會委員
- 第二、三屆山西省政協副主席
- 金陵大學農業經濟學系教授
- 美國康奈爾大學農學碩士學位畢業
- 金陵大學農業經濟學系系主任
- 全國農產促進委員會技術組主任
- 全國農產促進委員會副主任委員
- 中國農民銀行農貸處處長
- 農林部農業推廣委員會主任委員
- 中國人民銀行總行農業金融管理局副局長
- 山西農學院副院長院長
- 九三學社太原分社主委